# Water Under the Bridge
«Water Under the Bridge» — четвертий та останній сингл третього студійного альбому британської соул-співачки Адель — «25». Сингл вийшов 4 листопада 2016.

## Список композицій
Цифрове завантаження
1. "Water Under the Bridge" – 4:00

## Чарти
Тижневі чарти
| Чарт (2015-2017)                                                | Позиція |
| --------------------------------------------------------------- | ------- |
| Аргентина (Monitor Latino)                                      | 16      |
| Австралія (ARIA)                                                | 23      |
| Австрія (Ö3 Austria Top 40)                                     | 42      |
| Бельгія (Фландрія) (Ultratop)                                   | 10      |
| Бельгія (Валлонія) (Ultratop)                                   | 25      |
| Бразилія (Brasil Hot 100 Airplay) (Billboard Brasil)            | 26      |
| Бразилія (Billboard Brasil Pop Airplay) (Billboard Brasil)      | 16      |
| Канада (Canadian Hot 100) (Billboard)                           | 37      |
| Канада (AC) (Billboard)                                         | 2       |
| Канада (CHR/Top 40) (Billboard)                                 | 31      |
| Канада (Hot AC) (Billboard)                                     | 3       |
| Чехія (Singles Digitál Top 100) (IFPI)                          | 76      |
| Фінляндія (Suomen virallinen lista)                             | 20      |
| Франція (SNEP)                                                  | 56      |
| Німеччина (Official German Charts) (GfK Entertainment Charts)   | 80      |
| Німеччина (Airplay Chart) (GfK Entertainment Charts)            | 5       |
| Угорщина (Rádiós Top 40) (Mahasz)                               | 20      |
| Ісландія (RÚV)                                                  | 10      |
| Ірландія (IRMA)                                                 | 27      |
| Ізраїль (Media Forest)                                          | 1       |
| Італія (FIMI)                                                   | 86      |
| Нідерланди (Dutch Top 40) (MegaCharts)                          | 25      |
| Нідерланди (Single Top 100) (MegaCharts)                        | 71      |
| Нова Зеландія (RIANZ)                                           | 15      |
| Польща (Airplay Top 100) (ZPAV)                                 | 5       |
| Португалія (AFP)                                                | 64      |
| Шотландія (Official Charts Company)                             | 45      |
| Словаччина (Rádio Top 100) (IFPI)                               | 23      |
| Словаччина (Singles Digitál Top 100) (IFPI)                     | 72      |
| Словенія (SloTop50)                                             | 14      |
| Іспанія (PROMUSICAE)                                            | 42      |
| Швеція (Sverigetopplistan)                                      | 74      |
| Швейцарія (Schweizer Hitparade)                                 | 77      |
| Південна Корея (International Chart) (Gaon Music Chart)         | 21      |
| Велика Британія (UK Singles Chart) (Official Charts Company)    | 39      |
| Велика Британія (Indie Singles Chart) (Official Charts Company) | 1       |
| США (Billboard Hot 100)                                         | 26      |
| США (Adult Alternative Songs) (Billboard)                       | 16      |
| США (Adult Contemporary) (Billboard)                            | 3       |
| США (Adult Top 40) (Billboard)                                  | 4       |
| США (Mainstream Top 40) (Billboard)                             | 18      |

## Сертифікація та продажі
| Країна                | Сертифікат (таблиця продажів та сертифікатів) | Продажі  |
| --------------------- | --------------------------------------------- | -------- |
| Австралія (ARIA)      | Золото                                        | +35,000  |
| Бельгія (BEA)         | Золото                                        | +15,000  |
| Канада (Music Canada) | Платина                                       | +80,000  |
| Данія (IFPI)          | Золото                                        | +45,000  |
| Італія (FIMI)         | Золото                                        | +25,000  |
| Нова Зеландія (RMNZ)  | Золото                                        | +15,000  |
| Велика Британія (BPI) | Золото                                        | +400,000 |
| США (RIAA)            | Золото                                        | +500,000 |